# Pronunciamiento de Riego
Pour les articles homonymes, voir Riego.
Le pronunciamiento de Riego est un pronunciamiento mené par le lieutenant-colonel Rafael del Riego en 1820, qui constitue le déclencheur de la révolution de 1820 en Espagne.
Il fut lancé depuis la localité de Las Cabezas de San Juan, dans la province de Séville, sous l’impulsion d’un petit groupe d'officiers qui réclamaient le rétablissement de la Constitution de Cadix contre le roi Ferdinand VII, qui avait restauré l’absolutisme en Espagne à l’issue de la guerre d'indépendance espagnole. Après presque deux mois d'indécision, il rencontra un grand écho populaire et fut couronné de succès, l’Armée ne réagissant pas en défense du gouvernement,. À son issue, Riego fut promu général — comme les autres officiers participants à l’insurrection — et il deviendra un héros national de la révolution libérale.
C’est l’évènement qui établit, en Espagne comme à l'étranger, l'emploi du terme de « pronunciamiento » — tiré du discours tenu par Riego et Quiroga prononcé le jour de l’insurrection — pour désigner ce type d'intervention militaire,, dont il constitue un exemple paradigmatique,. Ce pronunciamiento par excellence satisfait en effet aux « trois prémisses indispensables » : « l'éloignement de la capitale, la lecture d’une déclaration solennelle [bando] ou d’un manifeste  et l’existence d'un meneur [caudillo] ».
Il eut pour autre conséquence la perte d'une grande partie de l'Empire espagnol en Amérique, en raison de la dissolution de la flotte et de l'armée d'Outremer.
L'insurrection commença le 1er janvier sous l'impulsion de Riego qui dirigeait une partie  des troupes de la Grande Expédition Outre-Mer qui allaient s'embarquer à Cadix pour réprimer les soulèvements dans les colonies américaines. Ce fut dans un premier temps un échec — les troupes de Riego parcoururent l'Andalousie pendant près de deux mois sans que d'autres garnisons ou unités militaires ne les rejoignent — mais début mars, alors qu'elles croyaient que tout était perdu, elles apprirent que Ferdinand VII avait juré le Constitution après que le gouvernement absolutiste eut échoué à mettre fin aux soulèvements d'autres garnisons de la périphérie qui avaient suivi l'exemple de Riego. Ainsi commença le triennat libéral au cours duquel l'Espagne fut gouvernée par une monarchie constitutionnelle.
Le pronunciamiento de Riego, dont les principaux instigateurs étaient Antonio Alcalá Galiano et Juan Álvarez Mendizábal, est lié aux cinq tentatives précédentes des libéraux espagnols pour mettre fin à l'absolutisme de Ferdinand VII depuis 1814,,,. Il reçut aussi le soutien des rebelles indépendantistes hispano-américains et de sociétés secrètes — notamment la franc-maçonnerie —, mais dans une mesure et selon des modalités encore mal établies par l'historiographie. Le mécontentement de l'armée et des marchands de Cadix contribua également au succès de l'insurrection.

## Contexte
Après son retour de France où il était captif, le roi Ferdinand VII abolit en mai 1814 par un coup d'État la Constitution de 1812 approuvée par les Cortès de Cadix et rétablit la monarchie absolue. Les libéraux, défenseurs de la monarchie constitutionnelle, furent emprisonnés, bannis ou exilés. Au cours des six années suivantes (Sexennat absolutiste), le roi et ses ministres ne parvinrent pas à résoudre la crise de l'Ancien Régime commencée en 1808 et que celle qui serait plus tard connue sous le nom de « Guerre d'Indépendance » (1808-1814) avait considérablement aggravée. Le conflit avait détruit les principaux leviers de l'économie et le commerce avec l'Amérique avait chuté à la suite du processus d'émancipation des colonies, et eut pour conséquence résultat fut une dépression économique brutale qui se manifesta par une chute des prix. Le Trésor de la Monarchie fit faillite car les fonds d'Amérique n'arrivaient plus (provoquant également une baisse des recettes douanières) et il n'était pas possible de recourir à l'émission de titres de dettes supplémentaires, ceux-ci étant alors complètement dépréciés et de nombreux retards s'étant accumulés dans le paiement des intérêts annuels. Martín de Garay tenta de mettre en œuvre une réforme du Trésor, qui échoua en raison de l'opposition des deux classes privilégiées, la noblesse et le clergé, ainsi que de la paysannerie (qui rejeta l'impôt parce qu'il signifiait un une augmentation des charges préexistantes tandis que les prix des denrées agricoles commençaient à s'effondrer).
Face à l'incapacité des ministres de Ferdinand VII à résoudre la crise, les libéraux (beaucoup d'entre eux membres de la franc-maçonnerie, ce qui leur permettait d'agir clandestinement) tentèrent de rétablir la monarchie constitutionnelle en ayant recours à des pronunciamientos. Il s'agissait de chercher des appuis auprès des militaires « constitutionnalistes » (ou simplement insatisfaits de la situation) pour qu'ils lèvent en armes un régiment et provoquer un soulèvement en chaîne d'autres unités militaires, afin d'affaiblir le roi et le contraindre à jurer la Constitution de 1812.
Durant le sexennat absolutiste (1814-1820), une tentative de retour à une armée fondée sur les ordres de l'Ancien régime, « où les emplois supérieurs étaient occupés par des membres de la noblesse, tandis que les troupes provenaient de recrues forcées, de volontaires et de condamnés au service par des tribunaux au service militaire », avait été entreprise. Les réformes introduites par les Cortes de Cadix, qui avaient abouti à la formation d'une armée « fondée sur le citoyen comme soldat de la nation, inclus à la fois dans l'armée permanente et dans la milice nationale » furent annulées. Concrètement, le décret du 8 août 1811 permettant le libre accès de tout citoyen — et non plus un privilège de la noblesse — aux écoles et académies militaires ainsi qu'aux postes de cadets avait été abrogé. D'autre part, la dynamique même de la guerre avait également contribué à l'effondrement des structures de l'armée existant en 1808, puisque dans la guérilla le commandement des troupes n'était plus un privilège de la noblesse et que la majorité des chefs, comme Espoz y Mina, Porlier ou Martín Díez, étaient issus du tiers état.
L'annulation des réformes introduites par les Cortes de Cadix suscita le mécontentement de nombreux officiers, auquel s'ajouta le retard dans le paiement de leurs soldes — dans certains cas ils durent accepter des baisses de revenu pour obtenir un paiement régulier — et l'absence de perspectives de promotion en raison de l'abondance d'officiers promus pendant la guerre. En outre, les milliers d'officiers sans affectation attribuèrent les causes de leur situation à la politique des secrétaires d'État de la Guerre qui reléguait ceux qui étaient issus de la guérilla, les soldats qui avaient été promus officiers et ceux qui étaient tenus pour libéraux. Ainsi, « de nombreux officiers devinrent réceptifs aux idées libérales en conséquence de la politique absolutiste qui aliéna peu à peu nombre de leurs soutiens. Les difficultés économiques et de promotion firent le reste », selon Víctor Sánchez Martín. La faillite budgétaire obligea à des réductions successives des effectifs militaires. La dernière eut lieu en juin 1818, dont les autorités absolutistes profitèrent de nouveau pour faire en sorte que les officiers sans affectation soient principalement ceux venus de la Guerre d'indépendance.
Cinq conspirations notables eurent lieu entre 1814 et 1820, avant le triomphe du pronunciamiento de Riego : celui d'Espoz y Mina en Navarre en septembre 1814 lancé par le héros de la guérilla Francisco Espoz y Mina, qui, n'ayant pas réussi à prendre Pampelune, s'enfuit en France ;  le second à La Corogne en septembre 1815 lui aussi lancé par un chef guerilléro, le général Juan Díaz Porlier, condamné à mort et pendu ; en février 1815, on découvrit les préparatifs de celle qu'on appela « Conspiration du Triangle », dirigée par un ancien guérillero, Vicente Richart (es), qui fut condamné à la pendaison avec son compagnon Baltasar Gutiérrez ; en avril 1817, le pronunciamiento dit « de Caldetas » eut lieu en Catalogne (cette fois avec une importante participation bourgeoise et populaire) dirigée par le prestigieux général Luis Lacy — assisté des autres généraux libéraux José María de Torrijos y Uriarte (ancien guérillero) et Francisco Milans del Bosch —, qui fut jugé et exécuté ;  enfin le 1er janvier 1819 eut lieu le pronunciamiento de Vidal, cette fois à Valence, dirigé par le colonel Joaquín Vidal, et qui se solda par l'exécution par pendaison de son principal instigateur et de douze autres civils impliqués, parmi lesquels les célèbres bourgeois de la ville Félix Bertrán de Lis et Diego María Calatrava,. L'objectif de ces conspirations était de mettre fin à l'absolutisme mais toutes n'avaient pas pour objectif de restaurer la Constitution de 1812 dans son intégralité. Concernant le pronunciamiento de Porlier, l'avis des commentateurs sur ce point n'est pas unanime ; celui de Vidal défendait l'établissement d'un régime constitutionnel différent, rétablissant Charles IV (dont on ignorait qu'il venait de mourir à Naples) sur le trône ; au contraire, celui de Lacy faisait référence explicitement à « la Constitution ». Il en sera de même de celui de Riego .

### La  «grande expédition d'Outre-mer»
Le soulèvement dirigé par Rafael de Riego eut lieu le 1er janvier 1820 à Las Cabezas de San Juan dans le but de restaurer la constitution de 1812 soutenue par des troupes militaires de la « grande expédition d'Outre-mer » destinées à mettre fin à la rébellion des colonies espagnoles en Amérique.
Après les sérieuses difficultés rencontrées pour organiser l'armée de Pablo Morillo en 1815 afin de réprimer les rébellions en Amérique, les conditions étaient pires encore pour l'envoi d'une deuxième expédition en 1820.
Concernant la première, on considère traditionnellement qu'elle devait initialement être envoyée contre Buenos Aires mais la chute de Montevideo, bastion espagnol du Río de la Plata, les succès révolutionnaires au Venezuela et à la Nouvelle-Grenade, la plus grande proximité géographique de l'Isthme de Panama en danger d'invasion et l'importance économique du Pérou, qui courait le risque de se trouver isolé  sur le front Pacifique, explique qu'on la destina finalement à Carthagène des Indes.
Depuis le milieu de l'année 1816, la deuxième force commença à s'organiser sous la direction du ministre de la Marine, José Vázquez de Figueroa, mais le projet prit du retard. Le 2 novembre 1816, le brigadier Francisco Mourelle était nommé commandant général des forces navales de l'expédition. Deux ans après l'expédition de Morillo, les mauvais résultats de la guerre avaient changé l'avis du gouvernement, et le 9 novembre 1816 le Conseil des Indes conclut que l'envoi au Venezuela de la coûteuse expédition de Morillo, au lieu de consolider le Mexique, fut une erreur qui avait changé le cours de la guerre, car les revenus mexicains représentaient 90 % du total des fonds américains à la fin de la période coloniale.
En 1817, seuls quelques renforts furent destinés au Pérou et au Chili, qui partirent l'année suivante sur des navires russes. Leur achat à la Russie, par le Traité de Madrid (1817), suscita une polémique car parmi ceux qui avaient réalisé l'achat pour la Couronne ne figurait aucun officier de la Marine royale espagnole pour vérifier les conditions de l'expéditions, qui étaient précaires. Les navires furent qualifiés de vétustes, inefficaces, et offrant de mauvaises conditions sanitaires et de navigation,.
Le projet d'une grande expédition resurgit lorsque la nouvelle parvint à Madrid du danger que représentait la perte du Chili en 1818. En effet, il devint dès lors impossible de récupérer le Río de la Plata depuis le vice-royaume péruvien, la côte Pacifique jusqu’au Mexique était laissée sans surveillance et le vice-royaume du Pérou se trouvait lui-même menacé. Le roi convoqua d'urgence son conseil privé ; l'un de ses membres, Joaquín Gómez de Liaño, exposa l'idée d'envoyer au moins 16 000 hommes à Buenos Aires. Cependant, le manque de ressources et les complications causées par l'invasion luso-brésilienne de la Bande orientale (les Portugais pourraient finir par affronter l'expédition) explique qu'on préféra donner la priorité à l'envoi de renforts à La Havane et en Nouvelle-Espagne, et de navires de guerre à Lima, La Havane, Veracruz et au Venezuela. Un autre facteur déterminant fut la pression exercée par certains groupes influents pour lesquels le Río de la Plata était une région marginale de la monarchie et la priorité devait être donnée à la défense du commerce avec la Nouvelle-Espagne et les Caraïbes. Finalement, l’Espagne comprit après le Congrès d’Aix-la-Chapelle qu’elle n’aurait pas le soutien des autres puissances européennes pour maintenir son empire, celles-ci ayant en réalité plus d'intérêt à le voir s’effondrer.
La Grande expédition fut organisée par l'ancien vice-roi de la Nouvelle-Espagne et capitaine général d'Andalousie, Félix María Calleja del Rey. Ses forces terrestres étaient de 20 000 fantassins, 2 800 cavaliers — 14 escadrons — et 1 370 artilleurs munis de 94 canons de campagne et d'autres d'un plus petit calibre ; elle était munie d'une flotte abondante à la fin de 1819 à Cadix et sur l'île de San Fernando mais peu de temps après éclata une épidémie de fièvre jaune. Le commandant de l'expédition et son armée était Enrique José O'Donnell, comte de La Bisbal, surnommé « vice-roi du Río de la Plata » — certaines sources affirment toutefois qu'O'Donnell avait été relevé par Calleja —,. Les forces navales, sous le commandement de Francisco Mourelle, qui devaient escorter les transports de troupe étaient quatre navires de ligne, trois à six, frégates, quatre à dixbrigantins, deux corvettes, quatre brigantins goélettes, deux goélettes et trente canonnières. L'équipage était composé de 6 000 marins. Le nombre total d'hommes embarqués est discuté mais on parle de 14 000, 20 000,, 22 000, ou 25 000.

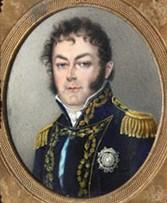
Juan Martín de Pueyrredón déclara avoir promu et financé le pronunciamiento de Riego en tant que chef suprême des Provinces-Unies du Río de la Plata.

Concernant le projet inabouti de l'expédition, l'historiographie hispano-américaine, notamment l'argentine, a attribué « un grand rôle aux agents américains qui participèrent au pronunciamiento de 1820 », notamment Juan Martín de Pueyrredón,. L'historien espagnol José María García León souligne pour sa part qu'« en réalité, le rôle que ces agents jouèrent dans ces événements, ainsi que leurs relations avec la franc-maçonnerie, sont encore mal déterminés ».
La destination définitive et véritable de l'expédition fait elle aussi l'objet de discussion parmi les historiens,,.

## Le pronunciamiento

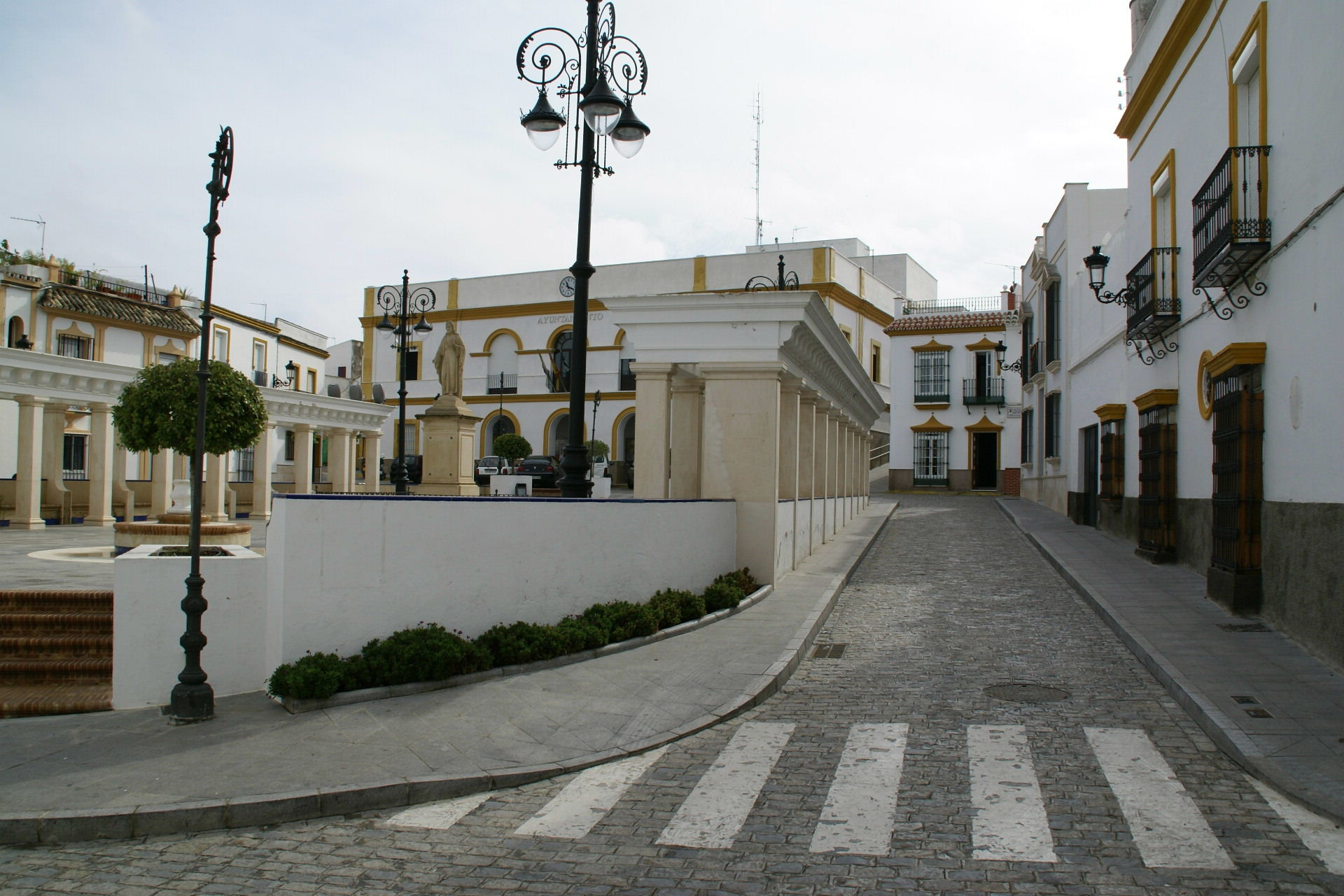
Place de la Constitution de Las Cabezas de San Juan, au fond de laquelle on voit la mairie, où le lieutenant-colonel Rafael del Riego lança son pronunciamiento le 1Er janvier 1820. La localité avait alors environ habitants.

Les libéraux de Cadix (les plus modérés regroupés autour de la loge El soberano capítulo — « Le Chapitre souverain » —, qui se réunissaient dans la maison de Francisco Javier de Istúriz, et les plus radicaux intégrés dans la loge El taller sublime — « L'Atelier sublime » —, fondée et présidée par Antonio Alcalá Galiano) tentère de faire en sorte qu'un officier du corps expéditionnaire stationné entre Séville et Cadix — une épidémie de fièvre jaune avait obligé à procéder à une dispersion des troupes — en attente d'embarquement  prenne la tête d'un pronunciamiento visant à restaurer la Constitution de 1812. Le moral des troupes était bas, à cause de la crainte d'une campagne longue, du recrutement forcé et des conditions de vie précaires, encore exacerbées par l'épidemie.
Selon Alberto Ramos Santana, les conspirateurs contactèrent le commandant de cavalerie Sarsfield mais celui-ci les dénonça auprès d'O'Donnell. D'autres auteurs, comme Juan Francisco Fuentes, estiment que c'est O'Donnell lui-même qui, alors qu'il était censé diriger l'insurrection révolutionnaire, aurait trahi les conspirateurs,,,.
Quoi qu'il en soit, une partie des soldats soldats impliqués furent arrêtés le 15 juillet à El Palmar (El Puerto de Santa María), mais cela ne suffit pas à désactiver totalement le projet de complot. Alcalá Galiano et Juan Álvarez de Mendizábal prirent contact avec l'un des soldats compromis qui n'avaient pas été arrêtés, le lieutenant-colonel Rafael del Riego  et tous trois passèrent la nuit du 27 au 28 décembre à préparer un soulèvement et à rédiger les premiers manifestes. Le plan qu'ils élaborèrent, avec la participation d'autres officiers, consistait en la convergence de trois forces militaires sur la ville de Cadix pour la prendre et y proclamer la Constitution. Le comte de Calderón, à la tête du 2e bataillon du régiment des Asturies de Las Cabezas de San Juan et Riego, à la tête du régiment de Séville de Villamartín Riego, avanceraient vers Arcos de la Frontera où se trouvait le capitaine général pour l'arrêter. La deuxième force stationnée à Alcalá de los Gazules et commandée par le colonel Antonio Quiroga — où il était détenu depuis les événements d’El Palmar — ainsi que celles de Medina Sidonia, marcheraient vers San Fernando pour arrêter le capitaine général Cisneros et continuer vers Cadix. La troisième force, sous le commandement de Miguel López de Baños, partant d'Osuna se posterait en attente près de Bornos, pour finalement converger elle aussi vers la capitale provinciale,.
Rafael del Riego mit en œuvre ce qu'on attendait de lui. Il quitta Las Cabezas de San Juan le 1er janvier 1820 au milieu d'une forte averse. Il arriva à Arcos de la Frontera et y arrêta le capitaine général, le comte de Calderón, et installa son quartier général. Mais Quiroga fut retardé car il n'avait pas confiance en ses hommes et ne s'empara de l'Arsenal de La Carraca à San Fernando que le 3 janvier ; ensuite il ne décida pas d'avancer immédiatement vers Cadix comme prévu, ce qui laissa du temps au gouverneur de la ville, Alonso Rodríguez Valdés, pour organiser sa défense. Pendant ce temps, Riego, poursuivant le plan, arriva à Puerto de Santa María le 5 janvier, où il retrouva les officiers arrêtés à El Palmar et qui s'étaient évadés du château de Saint-Sébastien à Cadix (Demetrio O'Daly, Felipe Arco Agüero, les frères Santos et Evaristo San Miguel, Ramón de Sabra et Rafael Marín) . Dans le même temps, le soulèvement dans la ville de Cadix elle-même, dirigé par le colonel Nicolás de Santiago Rotalde, prévu le lendemain, à 15 heures, le 6 janvier, échouait,,,. Selon Alberto Gil Novales, « Riego n'était en réalité qu'un maillon de l'intrigue et pas même le plus important : par son grade, le colonel Quiroga était supérieur. Mais Riego eut le courage d'être le premier et d'œuvrer avec succès dans la petite zone de Las Cabezas ; pendant que d'autres attendaient prudemment l’issue des événements, avant d’apparaître en pleine lumière comme des révolutionnaires, ou bien échouaient simplement dans leur mission. »
Pour soulever les troupes stationnées à Las Cabezas de San Juan, Riego lança dans ce « premier canton constitutionnel de l'Armée nationale et espagnol patriotique » autoproclamé une harangue devenue célèbre car elle constitue la première attestation connue du terme de « pronunciamiento » pour désigner ce type d'intervention militaire, dont un grand nombre d'homologues eurent lieu dans le demi-siècle qui suivit,,,..
Riego était de plus convaincu que la guerre n'était pas la solution pour mettre fin au soulèvement dans les territoires américains, mais plutôt la restauration de la Constitution de Cadix, comme il l'exprima à ses hommes.

La ligne noire sur la carte montre l'itinéraire emprunté par les troupes rebelles dirigées par Riego depuis Las Cabezas de San Juan ; les points indiquent les localités dont les garnisons se joignirent à ses troupes ; les flammes indiquent les soulèvements isolés qui lui apportèrent leur soutien ultérieurement.

Le 7 janvier, le colonel Quiroga fit une proclamation en faveur de la Constitution et opposée à l'absolutisme qui terminait ainsi : « Les lumières de l'Europe ne permettent plus, monsieur, que les Nations soient gouvernées comme des possessions absolues par les Rois. Les lois appartiennent aux nations et les rois sont rois parce que c'est ainsi que le veulent les nations. Les lumières sont revenues. »
Tandis que Quiroga continuait de résister à La Carraca , le 27 janvier, Riego dirigea une expédition à travers l'Andalousie avec une force composée d'environ 1 500 ou 1 600 hommes,,,,. Il marcha vers Chiclana de la Frontera, Conil, Vejer, Tarifa, Algésiras et Alcalá de los Gazules, poursuivi par les troupes royalistes d'Enrique José O'Donnell. Ces dernières les rattrapèrent à Marbella, donnant lieu à un affrontement qui causa d'importantes pertes parmi les troupes de Riego. Ce dernier continua malgré tout vers Malaga, dont les rues étaient désertes et les autorités avaient abandonné la ville, puis vers Cordoue, où il arriva le 7 mars  trois jours après un nouvel affrontement survenu à Morón de la Frontera avec les forces d'O'Donell. O'Donnell rapporta trois ans plus tard dans un article publié par le journal ultraroyaliste El Restaurador, que « cette action lui avait perdre [à Riego] plus de 500 hommes entre les morts, les blessés, les prisonniers et les nombreux déserteurs de toutes sortes qu'il eut dans sa fatale retraite. » Le 8 mars, poursuit-il, « les reliques de la division ennemie, qui étaient entrées dans la Sierra Morena, se réduisaient déjà à environ 270 hommes au total, dont de nombreux blessés » et d'autres incapables de marcher « qui furent transportés en cavalerie pour pouvoir fuir plus vite, et réduits à un état de nullité absolue ».
Riego se dirigea ensuite vers l'Estrémadure en passant par Fuente Obejuna et à Bienvenida — ses troupes se réduisaient alors à une cinquantaine de soldats et d'officiers — il décida le 11 mars de dissoudre l'unité pour se réfugier au Portugal, jugeant que la cause était perdue. Riego ignoraient que deux jours auparavant, le roi Ferdinand VII, incapable de réprimer les soulèvements d'autres garnisons de la périphérie qui avaient suivi l'exemple de Riego, avait prêté serment sur la Constitution dans la salle du trône du Palais Royal et que, par conséquent, son pronunciamiento avait en réalité triomphé,,,,,,. Riego n'avait pas renversé le régime, il avait échoué mais par son action il avait maintenu ouvert un intervalle de temps que d'autres finirent par mettre à profit pour le seconder, si bien que finalement le pouvoir s'était trouvé débordé par une séquence de pronunciamientos.
Pendant presque deux mois, les troupes de Riego avaient circulé en Andalousie dans de dures conditions, souffrant un hiver enneigé et froid,. Riego et ses hommes proclamaient la Constitution de 1812 dans les localités qu'ils traversaient, destituant leurs autorités absolutistes et imposant des contributions pour améliorer leur situation économique désespérée,,, Parfois on célébra des fêtes pour honorer la Constitution — comme à Algésiras, où Riego ordonna qu'on fît courir deux taureaux —. Pour essauyer de préserver le moral des troupes, le futur général Evaristo Fernández de San Miguel composa à la demande de Riego un hymne patriotique qui serait bientôt connu comme l’hymne de Riego — qui redeviendrait populaire 111 ans plus tard, durant la Seconde République — et dont le refrain disait, :

« Soldats, la patrie
 nous appelle au combat,
jurons sur elle
vaincre ou mourir. »

## La défaite des absolutistes
Lorsqu'elles reçurent la nouvelle du soulèvement constitutionnel d'une partie des troupes qui allaient s'embarquer pour l'Amérique, les autorités absolutistes, déconcertées dans un premier temps, espérèrent ensuite réprimer rapidement la rébellion, particulièrement après avoir appris que la ville de Cadix ne l'avait pas rejoint. Le 11 janvier, le ministre Juan Escoiquiz assurait au roi depuis Ronda que l'incident serait réglé avant la fin du mois. Bien que cela ne fût pas le cas, l'optimisme persista dans la cour du monarque jusqu'à ce que la nouvelle du soulèvement la garnison de La Corogne au nom de la Constitution arriva le 21 février. Quelques jours plus tard c'était le cas de Ferrol, Vigo et Murcie,,,. À la Corogne, le pronunciamiento avait été l'œuvre de civils et de militaires sous le commandement du colonel Félix Álvarez Acevedo qui, après avoir proclamé la Constitution, avaient formé une Junte présidée par l'ancien régent Pedro Agar, dans l'attente que les autres provinces du royaume convoquent les Cortes et forment un gouvernement. Deux jours plus tard, le 23 février, le mouvement s'était propagé à Ferrol et Vigo, puis à Pontevedra, Lugo et dans le reste de la Galice. Lorsque les troupes libérales entrèrent à Saint-Jacques-de-Compostelle le 25, la prison de l'Inquisition fut prise d'assaut et tous ses prisonniers libérés, fait qui se répéta dans de nombreuses localités au fur et à mesure que la révolution triomphait. Le 29, Oviedo formait une junte révolutionnaire qui assuma le pouvoir dans toutes les Asturies.
La réponse de Fernando VII fut de convoquer une junte présidée par l'infant Don Carlos dont les propositions furent rassemblées dans un décret royal promulgué le 3 mars. Le roi y montrait sa volonté de mettre fin aux « maux » de la monarchie, dont il ne jugeait cependant pas responsable. Le texte annonçait le remaniement du Conseil d'État pour en faire un organe auxiliaire des secrétariats d'État — équivalents des plus modernes  ministères — et ordonnait que les différentes corporations, et même des particuliers, présentent « librement » et sous réserve d'anonymat par écrit au Conseil d'État « tout ce qu'ils jugeront utile pour le bien de mes peuples dans les deux hémisphères et pour l'éclat et le plus grand éclat de ma couronne,, ».
Le décret royal arriva trop tard. Le lendemain de sa promulgation, 4 mars, le comte de Bisbal, récemment nommé chef de l'armée destinée à réprimer la rébellion de Riego, se « prononçait » à Ocaña (Tolède) en faveur de la Constitution,,,,. Le jour suivant c'était au tour de Saragosse, où fut nommé un Comité supérieur de gouvernement présidé par le marquis de Lazán. Les insurgés exigeaient que le roi adhère « à la volonté générale de son peuple, en convoquant les Cortes générales du royaume pour la réussite des délibérations qui sauveront notre pays ». Au cours des jours suivants tombèrent Tarragone, Ségovie, Barcelone et Pampelune rejoignaient la rébellion.
Ces nouvelles suscitèrent une confusion et un pessimisme considérables à la cour. Le 6 mars, le roi convoqua les Cortes alors que les protestations commençaient à Madrid. Le lendemain, étant donné l'agitation qui régnait dans les rues de la capitale et qui était arrivée jusqu'aux portes du palais royal, et informé par le général  Francisco Ballesteros — récemment nommé à la tête de l'armée du Centre —que les troupes de Madrid et même la Garde royale étaient favorables à la Constitution,, Ferdinand se ravisait et manifestait son intention de prêter serment sur la Constitution suivant « la volonté du peuple », contre l'avis de son frère Charles qui jugeait que cela mettrait en péril la Monarchie et l'Église,,. Ramón Mesonero Romanos rapporta que ce jour-là, « toutes les personnes qui représentaient la partie la plus cultivée et la plus aisée de la population descendirent dans la rue avec un débordement de joie, une satisfaction indescriptible ».
La deuxième expérience libérale de l'Espagne avait commencé.

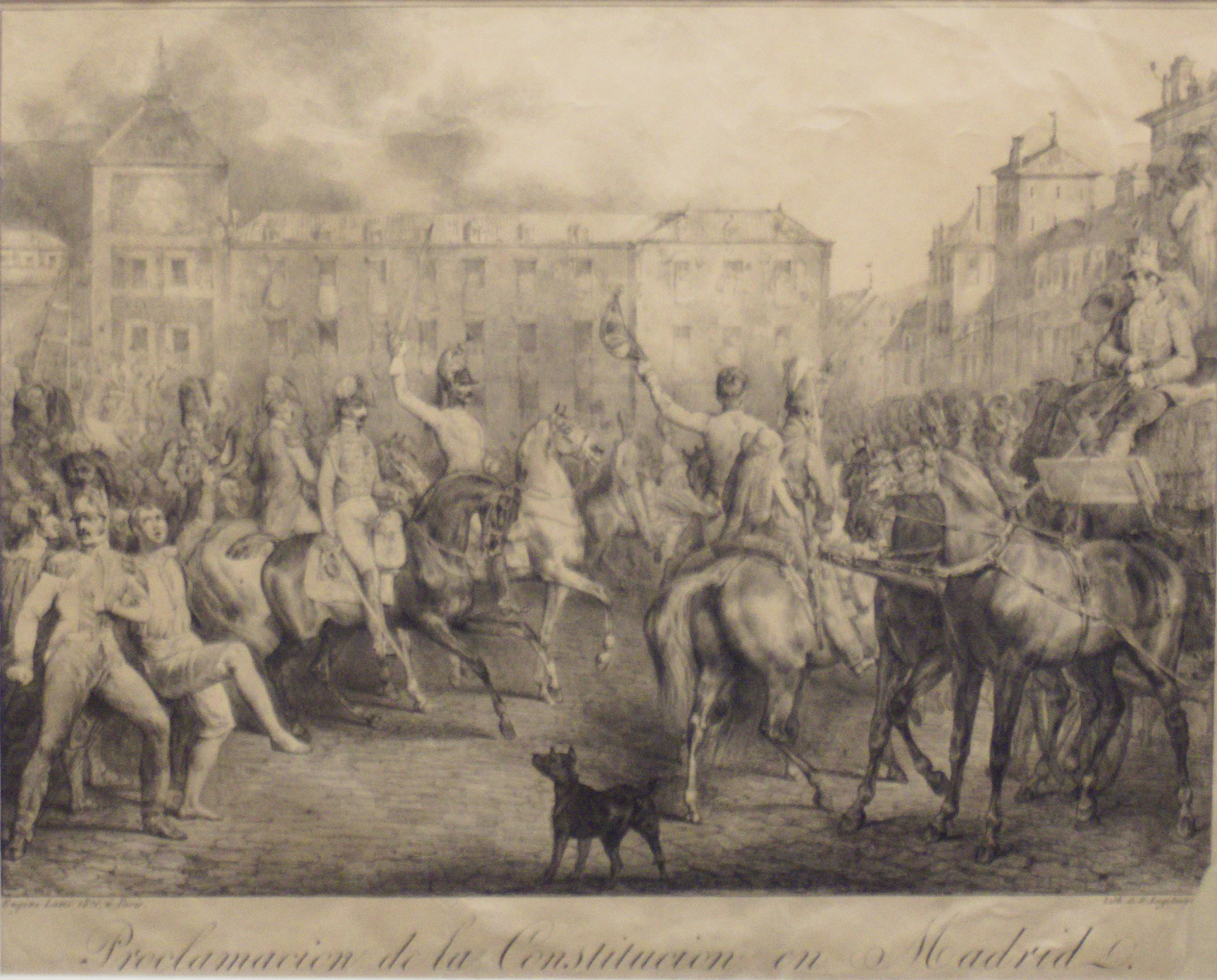
Proclamation de la Constitution à Madrid.

Lorsque le 8 mars la Gaceta de Madrid publia le décret dans lequel figurait la décision du roi de jurer la Constitution et que fut connu l'ordre qu'il avait donné de libérer les prisonniers pour « opinions politiques » et de permettre le retour des exilés pour ce même motif, un groupe de citoyens changea le nom de la Plaza Mayor (« Grand Place ») pour celui de Plaza de la Constitución (« Place de la Constitution ») puis organisa une procession civique portant le texte constitutionnel. Presque simultanément, la prison de l'Inquisition fut prise d'assaut et ses prisonniers libérés. Le jour suivant, sous la pression des mutins, le roi accepta la restitution du Conseil municipal constitutionnel démis en 1814 et ses membres, plus six délégués nommés par les citoyens madrilènes, se présentèrent au Palais royal entourés par la foule, obligeant Ferdinand VII à prêter serment sur la Constitution dans la salle du trône (le serment formel aurait lieu en juillet devant les Cortes nouvellement élues, comme le prévoyait la Constitution). Le même jour, le roi abolissait l'Inquisition — les cas judiciaires fondés sur des opinions religieuses pasant à la juridiction des évêques — et nommait un Comité consultatif provisoire en remplacement du gouvernement, présidé par le cardinal Louis Marie de Borboun, qui avait déjà dirigé la régence constitutionnelle régence en 1814, et avec le général Francisco Ballesteros comme vice-président, qui serait celui qui prendrait les principales décisions,,,,. « Finalement, le roi dut se passer de certains de ses hommes de confiance étroitement liés à la camarilla, mesure qui servit à sauver le roi après la révolution et à construire l'explication officielle de ce qui s'était passé : ce n'était pas le roi mais ses mauvais conseillers qui avaient conduit le pays à cette situation, qui a permis au monarque de continuer à occuper le trône après la révolution sans avoir à assumer de responsabilités de ce qui était survenu ». Ainsi, le marquis de Mataflorida ou le duc d'Alagón durent quitter la cour.

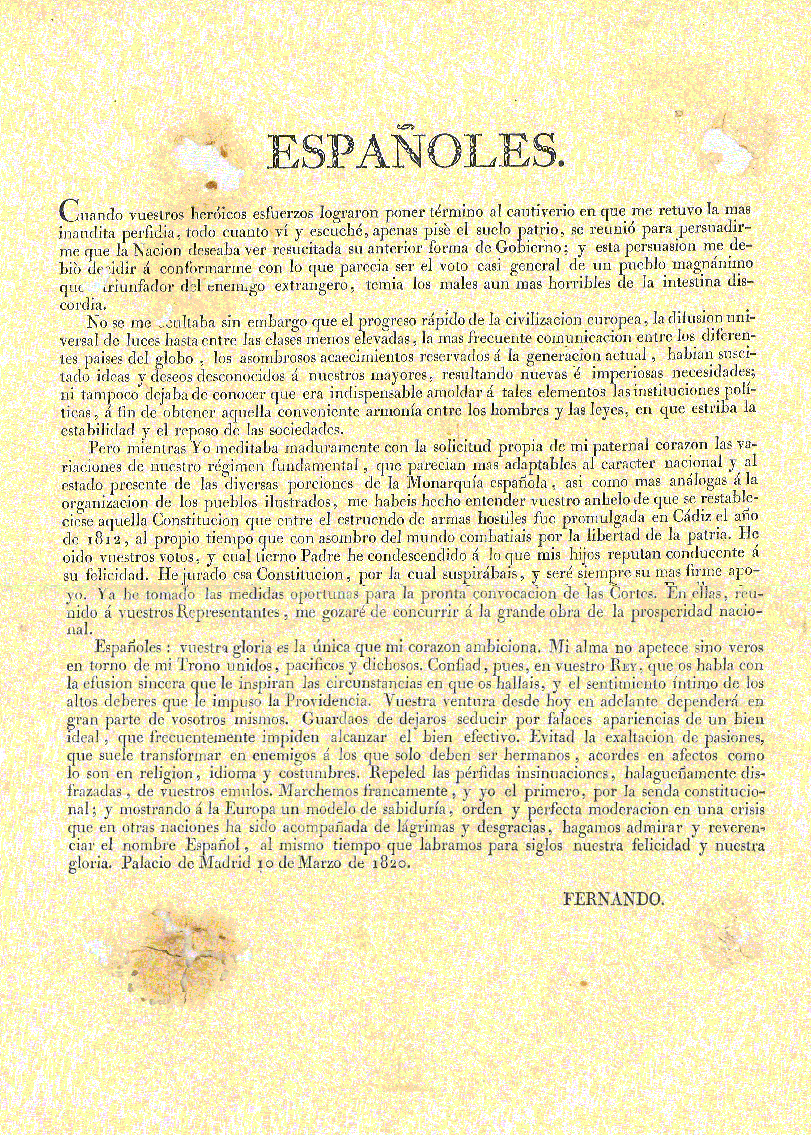
Manifeste du roi Ferdinand VII rendu public le 10 mars 1820 dans lequel il informait les « Espagnols » que la veille il avait prêté serment sur la Constitution de Cadix.

Le 10 mars le roi rendait public un Manifeste à la Nation dans lequel il annonçait qu'il avait juré la Constitution et qu'il serait « toujours son plus ferme soutien ». Le dernier paragraphe devint célèbre dans l'historiographie car Ferdinand manque à sa promesse (« presque le jour après avoir prêté serment sur la Constitution il commença à agir pour la mettre à bas »),.
Le même 10 mars, les troupes tirèrent à Cadix sur la foule rassemblée sur la place San Antonio qui attendait la proclamation de la Constitution annoncée la veille. Il y eut « beaucoup de victimes », selon ce que rapporta le général Juan Villavicencio le lendemain,,,. En revanche, à Madrid, deux jours plus tard, une grande fête populaire eut lieu sans incident dans toute la ville à l'occasion de l'inauguration officielle d'une stèle célébrant la Constitution sur la Plaza Mayor, rebaptisée Plaza de la Constitución. Des exemplaires imprimés du « Manifeste du Roi à la Nation » furent jetés sur la foule  , et tout donnait l'impression que le monarque était du côté du nouvel ordre libéral. Des festivités et célébrations similaires eurent lieu dans de nombreux villes et villages, dont des places principales furent de même rebaptisées. Rafael de Riego, « déjà devenu en un symbole vivant de la nouvelle Espagne constitutionnelle » y était acclamé.

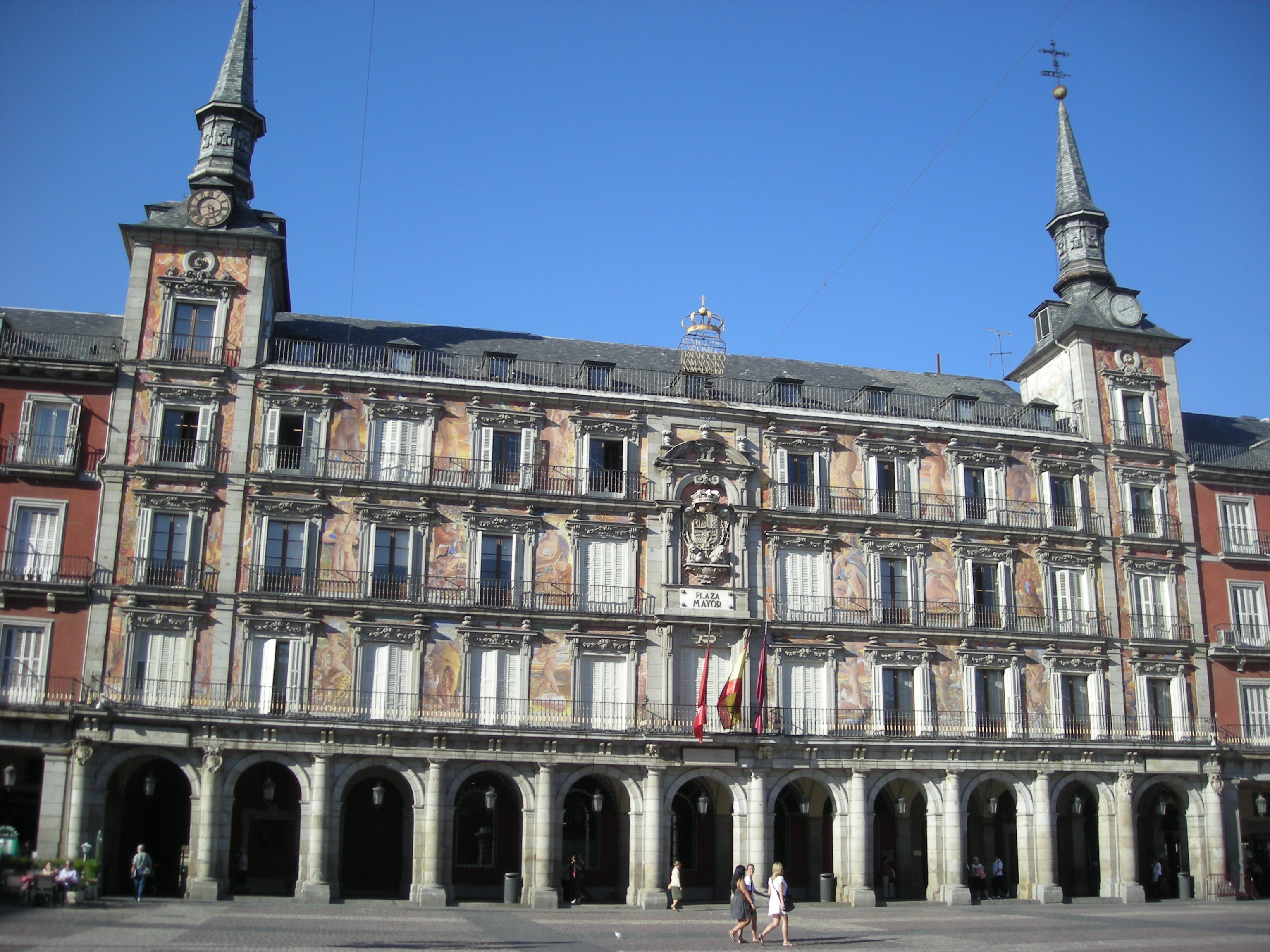
Casa de la Panadería, située du côté nord de la Plaza Mayor de Madrid, rebaptisée Plaza de la Constitución. Le 13 mars, la stèle de la Constitution fut disposée sur sa façade, « en présence des autorités, des chefs militaires, du clergé et des corporations ».

Le même jour, le 10 mars, où le roi rendait public son Manifeste, la foule prenait d'assaut les palais de l'Inquisition à Valence, Séville, Barcelone et Palma de Majorque (dans cette dernière ville, c'était l'évêque Pedro González Vallejo lui-même qui était venu avec un capitaine et un juge pour fermer le tribunal de l'Inquisition ; les dossiers et livres interdits couraient de main en main dans les cafés et tertulias de Palma). La même chose s'était produite la veille à Saragosse où l'unique prisonnier de la prison inquisitoriale avait été libéré sur ordre de la Junte d'Aragon. Selon Francisco Javier Solans, les assauts contre les prisons de l'Inquisition jouèrent le même rôle symbolique de fin du despotisme que la prise de la Bastille de la Révolution française, car comme la prison royale parisienne « l'Inquisition incarnait l'intolérance, l'arbitraire et la violence de l'Ancien Régime. » En de nombreux endroits, les assauts furent suivis de « mascarades et processions avec des ânes habillés de noir qui représentaient les inquisiteurs ». Des pièces de théâtre furent également jouées, comme La Inquisición, dans laquelle apparaissaitt Rafael del Riego lui-même libérant un prisonnier de la prison du Saint-Office. Le nonce Giacomo Giustiniani lui-même fut conscient du discrédit de l'Inquisition et informa Rome le 17 mars qu'il n'allait pas la défendre car « il pourrait arriver que le prestige du Saint-Siège et, par conséquent, celui de la religion souffrît, si ce dernier insistait pour assurer sa défense. » Les évêques ne se manifestèrent pas non plus contre la dissolution, pas même l'inquisiteur général Jerónimo Castillón y Salas, qui abandonna Madrid pour se rendre avec ses subordonnés à son siège épiscopal, Tarazona. Les évêques ne s'opposèrent pas non seulement car l'ordre venait du roi et avait déjà été entériné par le pape, mais aussi parce que cela signifiait renforcer leur pouvoir en éliminant une juridiction ecclésiastique dans leurs diocèses ; de plus c'étaient eux aussi qui assumeraient les fonctions de censure de l'Inquisition sur les écrits religieux selon la loi sur l'imprimerie approuvée par les Cortes de Cadix. De fait, certains prélats s'empressèrent de publier des édits renouvelant les interdictions des livres condamnés par l'Inquisition et le Saint-Siège.
Dans tout le pays, le retour au régime constitutionnel donnait lieu à des célébrations, des érections de stèles en hommage à la Constitution, des cérémonies religieuses, notamment  des Te Deums, suivis de la publication de pastorales dans lesquelles les évêques invitaient leurs paroissiens à respecter la loi, ce qui ne manqua pas d'être relevé avec ironie par certains journaux libéraux qui, comme Miscelánea de comercio, artes y literatura, rappelaient que les mêmes prélats qui se présentaient désormais comme « passionnés par la Constitution » « depuis six ans lui ont manifesté leur haine ou leur aversion ».
Des farces carnavalesques eurent lieu dans plusieurs villes, comme à Malaga, où un pantin représentant la servilité fut amené sur la place à coup de bâtons pour être brûlé .

## Postérité

### Rafael del Riego, mythe de la révolution libérale

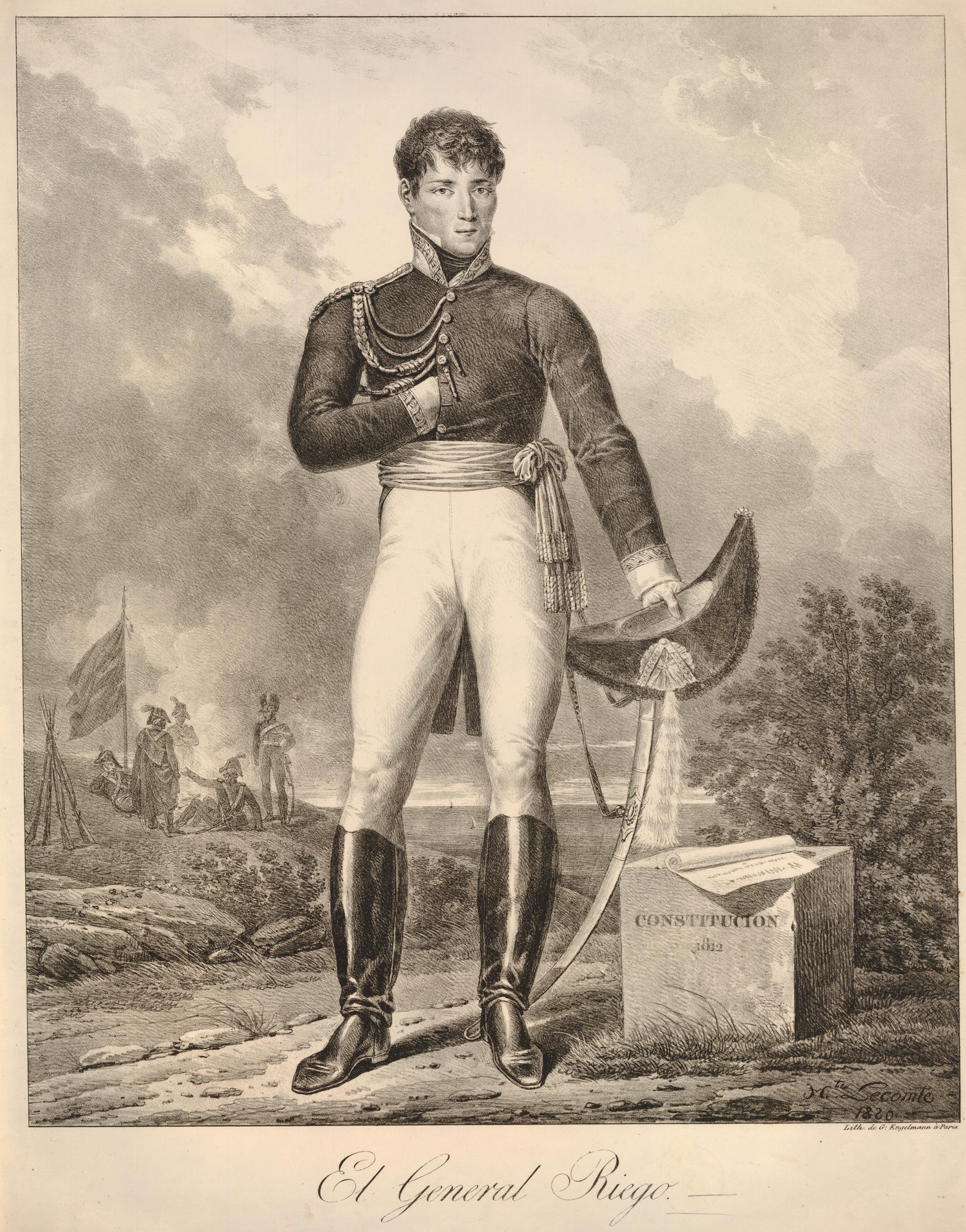
Général Riego (1820), tableau d'Hippolyte Lecomte.

Après le pronunciamiento qui avait ouvert le triennat libéral , Rafael del Riego passa du statut « d'obscur lieutenant-colonel de trente-cinq ans, commandant d'un détachement sur le point d'embarquer pour l'Amérique, à celui de symbole vivant partie de la révolution libérale espagnole ». Après avoir appris le 13 mars que le roi Ferdinand VII avait accepté de prêter serment sur la Constitution, Riego, encore convalescent, s'installa à Séville avec les quelques officiers qui l'accompagnaient encore et qui furent rejoints en route par des civils et des militaires, dont certains membres de son expédition qui avaient été arrêtés et venaient d'être libérés. Le 20 mars, accompagné de 2 500 hommes, il arriva à Séville où il fut accueilli en héros. Son portrait, peint par l'artiste sévillan Antonio Bejarano, fut porté en procession dans les rues.
Après la réception apothéotique à Séville, suivirent des hommages et des processions civiques, au cours desquelles fut jouée et chantée à plusieurs reprises la marche composée par Evaristo San Miguel lors des pérégrinations à travers l'Andalousie et qui devint bientôt connue sous le nom d'Hymne de Riego. Peu de temps après, Riego, comme d'autres soldats rebelles, fut promu général (« Mon roi est heureux, mon pays libre : c'est toute ma récompense », écrivit-il à Ferdinand VII).
Il fut nommé chef de l'Armée de l'Île, ainsi nommée parce qu'elle était stationnée sur l'Île de León en attendant d'embarquer pour l'Amérique, et lorsque le Gouvernement la dissolut, Riego fut nommé Capitaine Général de Galice, poste qu'il n'occupa finalement pas car le gouvernement « modéré » l'accusa d'avoir participé à une célébration à Madrid dans lequel, en plus de l'hymne de Riego, avait été chantée la chanson « subversive » Trágala (en), et l'exila à Oviedo. Riego essaya de se défendre devant les Cortes, mais les modérés y suggérèrent qu'il était « républicain ». Selon Juan Francisco Fuentes, « au mythe du « héros de Las Cabezas » s'ajoutait ainsi pour la première fois l'aura du martyr de la liberté. » Finalement, le gouvernement rectifia et nomma Riego Capitaine Général d'Aragon et les Cortes approuvèrent l'octroi d'une pension de 80 000 réaux pour son pronunciamiento, que Riego refusa catégoriquement, montrant que, comme l'un de ses adversaires, Antonio Alcalá Galiano, l'avait reconnu, Il était « désintéressé du profit ».
Ainsi, Riego « devint le premier grand héros de la révolution et resta associé à l’idéal libéral. Personnage mythique qui capitaliserait sur les signes d'identité de l'élan libéral à travers de multiples expressions populaires, comme l'hymne , et qui passerait dans l'héritage de la culture libérale et des révolutions ultérieures ». Juan Francisco Fuentes souligne que « du libéralisme progressiste du XIXe siècle à l'anarcho-syndicalisme et au communisme du XXe siècle, en passant, bien sûr, par le épublicanisme, le général Riego a nourri un univers hétéroclite de symboles et de sentiments de la gauche républicaine et ouvrière et de la démocratie espagnole en général ».
Le mythe de Riego s'est également répandu hors d'Espagne. Un an après sa mort, l'exilé libéral espagnol Félix Mejía publia à Philadelphie un opuscule en son hommage. Toujours en 1824, le grand poète russe Alexandre Pouchkine dédiait un poème à Riego, tandis que des portraits de Riego et d'Antonio Quiroga étaient exposés dans une librairie du centre de Moscou. En 1825, la tragédie de Henry M. Milner (en) intitulée Spanish Martyrs or Death of Riego!. Victor Hugo mentionna Riego dans Les Misérables.

### Une figure abhorrée des traditionalistes
En contraposition avec les efforts des républicains espagnols pour transformer Riego en mythe, « la version irréconciliable des vieux absolutistes et des nouveaux traditionalistes » demeurerait vive jusqu'au siècle suivant. Ainsi, peu après la proclamation de la Seconde République, des intellectuels d'extrême droite comme Álvaro Alcalá Galiano ou José María Lamamié de Clairac dénoncèrent que les Misiones Pedagógicas mettaient Riego sur le même plan que les « grands hommes de notre histoire. »
Depuis le siècle précédent, le secteur réactionnaire avait sévèrement critiqué le soulèvement de Riego, qu'il rendait coupable de la perte de la majeure partie des territoires espagnols d'Amérique, ainsi que des excès révolutionnaires du triennat libéral. De plus, il attribuait la responsabilité du prononciamiento à des sociétés secrètes — notamment la franc-maçonnerie — de connivence avec les indépendantistes d'Amérique hispanique. Déjà pendant la première guerre carliste, à l'occasion de l'érection d'un monument à Riego à Séville en 1835, les partisans de l'infant Charles déploraient que les libéraux puissent considérer comme de l'héroïsme ce qu'ils qualifiaient d'« insurrection criminelle de l'insubordonnée soldatesque ».
Quelques décennies plus tard, l'historien ultramontain Vicente de la Fuente affirmait comme deux « vérité[s] indéniable[s] » que Riego avait reçu des paiements des indépendantistes d'Amérique et que son pronunciamiento avait été « exclusivement manœuvré par les sociétés secrètes, bien qu'il reconnût n'en avoir pas la preuve,.
Le même auteur souligna également qu'aucun civil n'avait rejoint les rebelles, rejetant l'idée qu'il s'agissait d'une rébellion populaire : « le peuple, le vrai peuple, assoiffé de repos, ne l'attendait ni ne le désirait, mais le détestait plutôt ».
Marcelino Menéndez Pelayo, figure du casticisme, émit également de sévères critiques contre le pronunciamiento de Riego. Selon lui, Riego faisait partie des officiers emprisonnés pendant la Guerre d'indépendance qui « étaient revenus de France catéchisés par les sociétés secrètes » et avaient commencé à étendre un réseau de loges dans tous les places fortes de la Péninsule. Dans son Historia de los hétérodoxos españoles, il décrit ainsi le pronunciamiento de Riego comme « une mutinerie militaire honteuse et inqualifiable » aux ordres de « la loge de Cadix puissamment secondée par l'or des insurgés américains et encore des Anglais et des Juifs de Gibraltar, [qui] avait distendu la discipline dans l'armée destinée à l'Amérique, introduisant une société dans chaque régiment ».
Citant l'écrivain anti-maçonnique Mariano Tirado y Rojas, Alberto Bárcena présente Riego comme un franc-maçon et affirme qu'« à partir de 1820, une persécutions religieuse éclata  en Espagne ; également masquée par la révolution politique », donnant en exemple les assassinats de l'évêque de Vich, celui de Vinuesa et d'autres « énormes cruautés commises par les généraux Mina et Riego, tous deux affiliés à la société des Comuneros.